# Qi’ra
Qi’ra (ejtsd: Kira) a Csillagok háborúja univerzumának egyik kitalált szereplője. A Solo: Egy Star Wars-történet című 2018-as űrwesternben tűnik fel először mint a címszereplő Han Solo barátnője. A karaktert Emilia Clarke angol színésznő alakítja, magyar hangja Gyöngy Zsuzsa.

## Története
Qi’ra a Korélia bolygó szegénynegyedeiben él, ahol barátjával, Han Solóval együtt dolgozik egy nagy hatalmú bűnözőnek, Lady Proximának. Egy napon Han szerez egy siklót és egy kis adag koaxiumot, amivel fizetni tudnak, hogy megszökhessenek. Az utolsó pillanatban azonban Qi’rát elkapják, így csak Han jut ki. A lány sorsa innentől három évig ismeretlen.
Amikor Han csatlakozik Tobias Beckett bandájához, egy akciójuk félresikerül, így kénytelenek elszámolni a Vörös Hajnal nevű bűnszövetkezet vezetőjének, Dryden Vosnak. Han és Csubakka itt találkoznak újra Qi’rával, aki immár Vos jobbkezeként (és lehetséges szeretőjeként) szolgál, összehasonlíthatatlanul jobb életkörülmények között, mint korábban. Han nagy örömére Vos a lányt is velük küldi arra az akcióra, mivel jóvá kell tenniük baklövésüket, újabb, nagy mennyiségű koaxiumot kell rabolniuk. 
A lány és a csempész kissé közelebb kerülnek egymáshoz. Összeszedik Lando Calrissiant és az Ezeréves Sólymot, és nekilátnak a koaxium megszerzésének a kesseli fűszerbányákból. Kiderül, hogy Qi’ra remek harcos, a Teräs Käsi közelharcművészet mestere (amit jedik ellen használnak), és Beckett (aki szintén Vosnak dolgozik, így ismeri őt) elmondja, hogy a lány olyan dolgokat tett, amikről Han nem akar tudni. Ennek ellenére Solo megbízik Qi’rában, és magával szeretné vinni őt, a lány szerint viszont nem működne a dolog, mert ő már más ember. A sikeres akciót követően azonban Beckett elárulja őket, és látszólag Qi’ra is Solo ellen fordul.
Egy cselnek köszönhetően azonban Dryden Vos egyedül marad, és ekkor Qi’ra a bűnözőre támad, majd egy intenzív kardpárbajban végez korábbi munkaadójával. Miután Solo az áruló Beckett után ered, aki elvitte a koaxiumot, Qi’ra magára marad Vos luxushajóján, és ekkor fedi fel igazi arcát: kapcsolatba lép egy holocsatornán a korábbi sith nagyúrral, Darth Maullal, aki, mint kiderül, a feljebbvalója. Maul megparancsolja Qi’rának hogy menjen érte a hajóján, ezzel nyitva hagyva a folytatás lehetőségét.